# Macedonio Melloni
Macedonio Melloni (Parma, 11 aprile 1798 – Portici, 11 agosto 1854) è stato un fisico e patriota italiano.

## Biografia
Figlio di Antonio, un ricco commerciante, e della francese Rosalie Jabalot, frequentò l'Accademia di Belle Arti di Parma, dove ebbe tra i suoi insegnanti Antonio Pasini. Nel 1818 meritò il primo premio per il disegno di nudo. Si dedicò anche a studi privati di matematica e fisica sotto la guida di Antonio Lombardini.
Nel 1819 si recò a Parigi per apprendervi l'arte dell'incisione, ma seguì informalmente anche numerose lezioni presso l'École polytechnique. Nominato professore di fisica teorico-pratica presso l'Università di Parma nel 1824 (ordinario dal 1827), nel 1830 fu costretto all'esilio a Firenze per aver manifestato pubblicamente a Parigi il suo compiacimento per la cacciata di Carlo X. Dopo un breve rientro a Parma, si rifugiò  a Ginevra e poi ancora a Parigi, dove sviluppò le sue ricerche sul calore radiante, assai apprezzate anche da Michael Faraday.
Insegnò a Dole e poi a Parigi. Tornato in Italia nel 1837, grazie ai favori di Alexander von Humboldt e François Arago, nel 1839 Ferdinando II lo nominò professore di fisica all'Università di Napoli, direttore del Conservatorio di arti e mestieri e, dal 1847, dell'Osservatorio Vesuviano. Nel biennio 1836-1837 partecipò a Villa Portici presso Napoli ad un'agape, sodalizio fraterno con Antonio Ranieri, Giacomo Leopardi e suo cugino Giuseppe Melchiorri e l'intellettuale Costantino Margàris.
Durante la sua permanenza a Napoli mantenne rapporti epistolari con numerosi uomini di cultura parmensi. Tra questi vi fu Evangelista Azzi, cartografo alla corte di Maria Luigia di Parma, col quale intrattenne numerosi carteggi su diverse questioni. Una di questa riguardava lo sbarco a Napoli di una ventina di copie del Mappamondo monumentale dell'Azzi (2 x 4 metri), che il parmigiano gli chiede di consegnare brevi manu una copia al sovrano napoletano, cose che effettivamente avvenne.
Destituito da tutte le sue cariche a seguito della sua partecipazione ai moti del 1848, morì di colera nella sua casa di Portici nel 1854 e fu sepolto a Napoli nel cimitero dei colerosi di Barra.

## Risultati scientifici

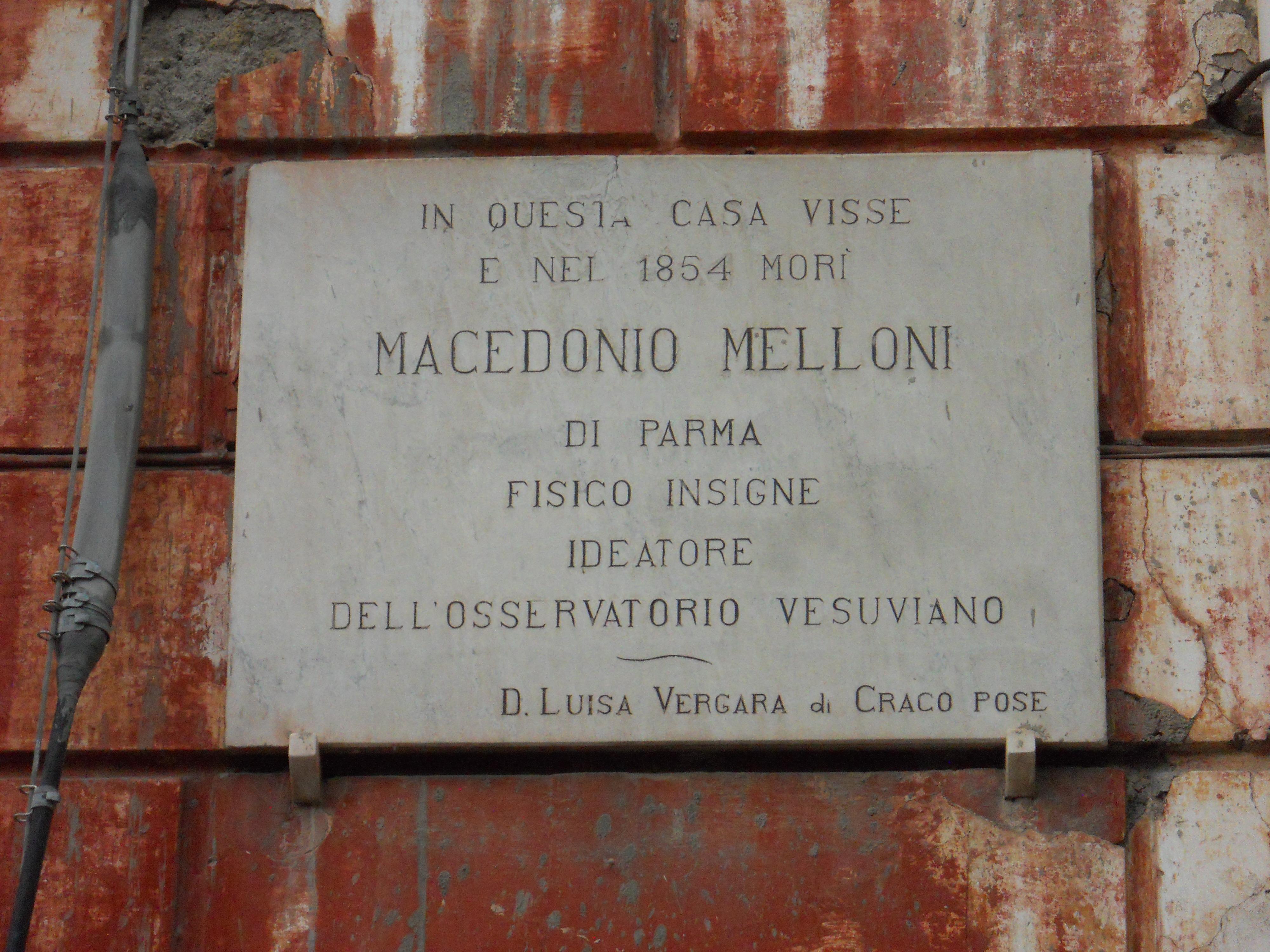
Lapide commemorativa sulla facciata della sua casa di via Amoretti a Portici

La sua fama è legata ai suoi studi sul calore radiante (raggi infrarossi), che iniziò nel 1831 con Leopoldo Nobili. Ideò a questo scopo il "termomoltiplicatore", cioè una combinazione di pila termoelettrica e galvanometro. Dimostrò che il calore radiante ha le stesse proprietà della luce, studiandone, tra l'altro, i fenomeni di riflessione, rifrazione e polarizzazione. Nel 1834 gli fu assegnata la Medaglia Rumford della Royal Society, della quale divenne membro straniero nel 1839.

## Opere
- M. Melloni, Carteggio (1819-1854), a cura di E. Schettino, Firenze, Leo S. Olschki, 1994, ISBN 88-222-4274-2.
- M. Melloni, La Thermochrôse ou la coloration calorifique, Napoli 1850 (riproduzione fotolitotipica a cento anni dalla morte dell'autore, Zanichelli Bologna 1954)